# Rotes Schlößle (Memmingerberg)

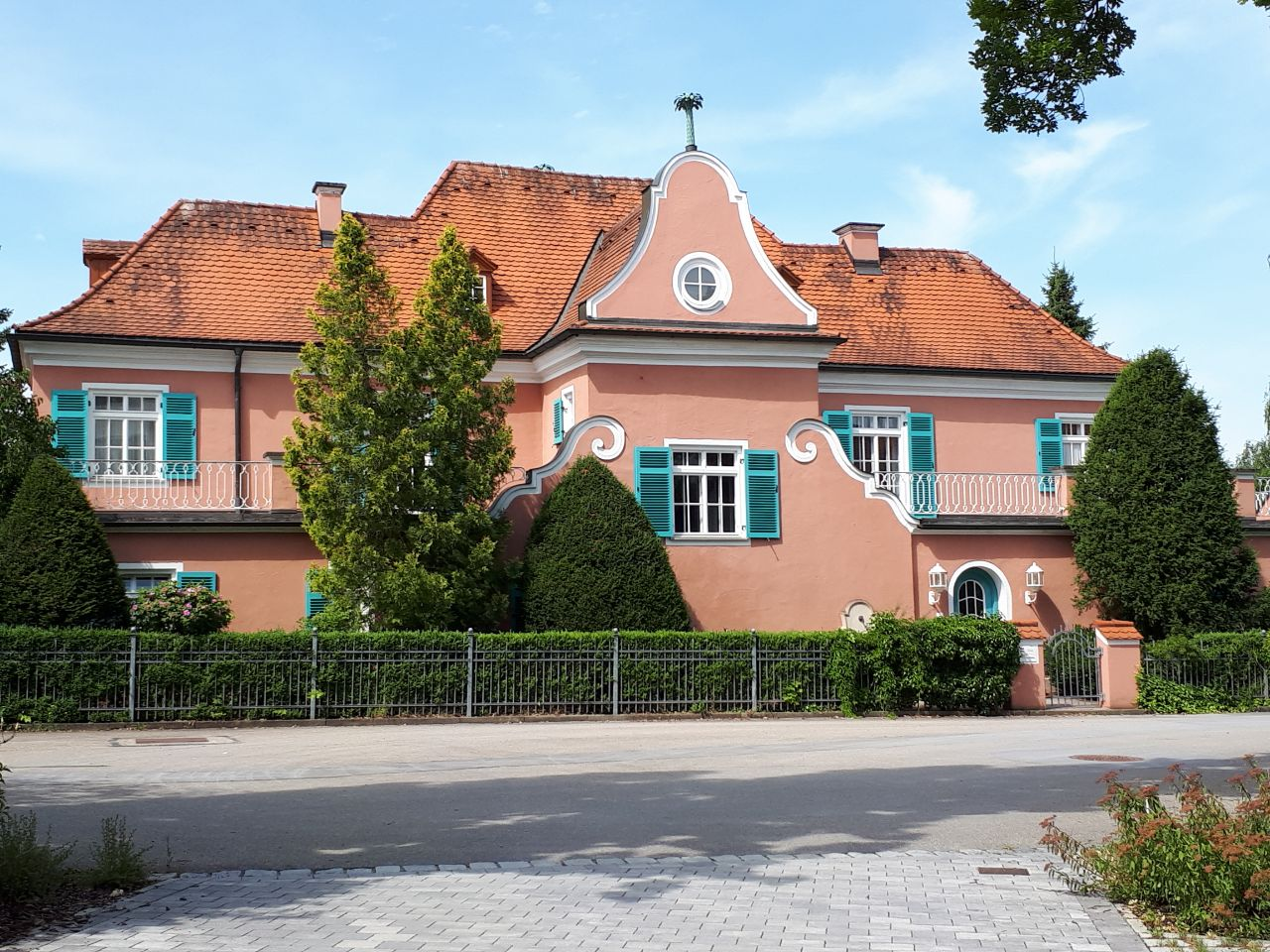
Rotes Schlössle Memmingerberg

Das Rote Schlößle befindet sich im Nordteil der Gemeinde Memmingerberg im Landkreis Unterallgäu in Bayern. Das Schloss war ursprünglich der Landsitz der Familie Unold und wurde im Jahr 1776 errichtet. Das zweigeschossige Schloss ist als roter Putzbau ausgeführt und mit einem Walmdach versehen. An der Westfront springen die mittleren Achsen vor und tragen ein erhöhtes Dach. Die Ostfront des Schlosses verfügt über einen Vorbau. Am Dach sind jeweils zwei Palmen angebracht. Dieser ist eine Achse tief und im Untergeschoss drei Achsen breit. Das Innere des Roten Schlößles wurde erneuert. Das Rote Schlößle steht unter Denkmalschutz.